# Болівар (округ, Міссісіпі)
Шаблон:StateAbbr_ 33°47′ пн. ш. 90°53′ зх. д. / 33.79° пн. ш. 90.88° зх. д.
Округ  Болівар (англ. Bolivar County) — округ (графство) у штаті Міссісіпі, США. Ідентифікатор округу 28011.

## Історія
Округ утворений 1836 року.

## Демографія
За даними перепису 
2000 року 
загальне населення округу становило 40633 осіб, зокрема міського населення було 23420, а сільського — 17213.
Серед мешканців округу чоловіків було 19000, а жінок — 21633. В окрузі було 13776 домогосподарств, 9719 родин, які мешкали в 14939 будинках.
Середній розмір родини становив 3,36.
Віковий розподіл населення поданий у таблиці:
| Стать    | До 15 років | 15-21 | 22-29 | 30-39 | 40-49 | 50-65 | 65-85 | Понад 85 |
| -------- | ----------- | ----- | ----- | ----- | ----- | ----- | ----- | -------- |
| Чоловіки | 4944        | 2958  | 2239  | 2336  | 2308  | 2538  | 1481  | 196      |
| Жінки    | 4788        | 3028  | 2478  | 2858  | 2788  | 2890  | 2345  | 458      |

## Суміжні округи
- Коагома — північ
- Санфлауер — схід
- Вашингтон — південь
- Діша, Арканзас — захід

## Виноски
1. ↑  U.S. Decennial Census. United States Census Bureau. Архів оригіналу за 26 квітня 2015. Процитовано 2 листопада 2014.
2. ↑  Historical Census Browser. University of Virginia Library. Архів оригіналу за 11 серпня 2012. Процитовано 2 листопада 2014.
3. ↑  Population of Counties by Decennial Census: 1900 to 1990. United States Census Bureau. Архів оригіналу за 28 грудня 2014. Процитовано 2 листопада 2014.
4. ↑  Census 2000 PHC-T-4. Ranking Tables for Counties: 1990 and 2000 (PDF). United States Census Bureau. Архів оригіналу (PDF) за 18 грудня 2014. Процитовано 2 листопада 2014.
5. ↑  State & County QuickFacts. United States Census Bureau. Архів оригіналу за 25 лютого 2016. Процитовано 2 вересня 2013. [Архівовано 2011-06-07 у Wayback Machine.](англ.) Наведено за англійською вікіпедією.
6. ↑  American FactFinder. Бюро перепису населення США. Архів оригіналу за 26 лютого 2012. Процитовано 31 січня 2008. [Архівовано 2008-05-21 у Wayback Machine.]

| США | Це незавершена стаття з географії США. Ви можете допомогти проєкту, виправивши або дописавши її. |